# 王崇簡
王崇簡（1602年12月10日—1678年12月30日），字敬哉，或作敬齋，順天府宛平縣人，明末清初政治人物。

## 生平
早年加入復社，喜郊游，工山水畫，師法米芾。天啟七年（1627年）丁卯科順天鄉試舉人，崇禎十六年（1643年）癸未科進士，未及授官，李自成陷北京，王崇簡攜家眷流寓南方。入清後，順治三年（1646年）獲順天學政曹溶薦，選翰林院庶吉士，四年（1647年）授檢討，六年（1649年）升侍讀學士，八年（1651年）升國子監祭酒，九年（1651年）升詹事府少詹事，十四年（1657年）升吏部左侍郎，十五年（1658年）升禮部尚書，十六年（1658年）加太子太保，十八年（1660年）引疾去職。他在北京南郊的怡園，成為著名的文人活動中心，寓居米芾胡同的青箱堂。康熙十七年（1678年）卒，諡文貞。著有《青箱堂集》十二卷、《冬夜箋記》一卷等。有子王熙、王燕。

## 家族
曾祖王龍，赠中大夫陕西參政。祖父王镗，赠中大夫陕西參政。父王愛，萬曆壬辰進士，歷升陕西靖边兵备道右布政使，授中大夫。本生父王爵，锦衣卫正千户。
子王熙，丁亥科進士，清朝礼部尚書。